# Lago Olivo
Il lago Olivo è un bacino artificiale della Sicilia.
Come tutti i laghi artificiali si è formato in seguito allo sbarramento dell'omonimo fiume (a carattere torrentizio), effettuato tra il 1984 e il 1988 a scopo irriguo, così ancora oggi, il lago mantiene l'aspetto che le vallate circostanti e le colline avevano prima di essere sommerse; le acque calme infatti mostrano ancora casette rurali, mulini e alberi rinsecchiti i cui resti emergono appena dall'acqua, ma ancora in piedi.
Il lago si stende tra le alture, degli Erei, denominate Montagna di Marzo, Monte Manganello, Monte Rabottano e Monte Polino. La diga è stata costruita mediante uno sbarramento in terra posto perpendicolarmente al torrente Olivo tra le pendici di Monte Manganello e di Monte Polino.
Il lago si è man mano naturalizzato divenendo meta di diverse specie di animali e di uccelli stanziali e  migratori. È possibile avvistarvi la Garzetta, l'Airone cinerino o purpureo, il Germano reale e la Folaghe. È popolato anche di pesci ed è possibile praticarvi la pesca.

## Pesca sportiva
Questo lago è spesso frequentato dagli amanti della pesca nelle acque interne in quanto, seppur pieno di arbusti che rendono difficilissima la pesca, è uno dei pochi laghi siciliani in cui sono presenti i Lucci. Sono presenti anche Black Bass di grandi dimensioni.

## Come raggiungerlo
Dall'Autostrada A19 Catania-Palermo: 
- uscita Enna, per chi viene da Palermo o Catenanuova per chi proviene da Catania;  proseguire in direzione di Piazza Armerina, deviare per Barrafranca fino a che si trova l'indicazione per la diga.